# Afromorgus fenestrellus
Afromorgus fenestrellus is een keversoort uit de familie beenderknagers (Trogidae). De wetenschappelijke naam van de soort is voor het eerst geldig gepubliceerd in 1939 door Balthasar.